# Stankowskis Millionen
Stankowskis Millionen ist ein deutscher Fernsehfilm der Regisseurin Franziska Meyer Price aus dem Jahr 2011. Er wurde am 3. Oktober 2011 im ZDF erstausgestrahlt.

## Handlung
Im Jahr 1991 herrscht Katerstimmung in Ostdeutschland. Die Wirtschaft in der ehemaligen DDR ist am Ende. Die Arbeitslosigkeit und die Armut unter der Bevölkerung sind groß. Viele Menschen geben der Treuhand die Schuld an der Misere.
Werner Stankowski, ein gelernter Informatiker und Computerspezialist, findet trotz hunderter Bewerbungen keine Arbeit. Seine Frau hält ihn für einen Versager und verlässt ihn für einen reichen Mann aus dem Westen. Nur sein bester Freund Rudi, der ebenfalls arbeitslos ist, hält noch zu ihm. Rudis Frau Gerda hält die Familie mit einem schlecht laufenden Erotik-Versand über Wasser. Werner erhält darauf ein Bewerbungsgespräch bei einer Computerfirma in München. Die Wessis denunzieren Werner während des Gesprächs und demütigen ihn mit Stasi-Sprüchen. Als dann die Sekretärin vermeintlich aus Versehen Kaffee über ihn gießt, ist sich Werner sicher, dass er als Ossi nie einen Job finden wird aufgrund seiner Herkunft.
In einem Straßencafé trifft Werner kurz darauf den Treuhand-Manager René Vonderecken, der Probleme mit seinem Laptop hat. Werner hilft dem Fremden, der ihn für einen Angestellten der Computerfirma hält, da Werner wegen des Kaffeeflecks von dieser ein T-Shirt mit dem Firmennamen geschenkt bekam. Prompt bietet Vonderecken Werner einen Job bei der Treuhand an. Werner lehnt ab, da er merkt, dass er für einen Wessi gehalten wird. Als seine finanzielle Lage sich verschlimmert, die Bank ihm die Datscha wegnehmen und seine Tochter Laura und ihr Freund Fränky eine Firma gründen wollen, nimmt er an.
Da er für einen Wessi gehalten wird, finden die neuen Kollegen ihn sympathisch. Seiner Familie und seinen Freunden verschweigt er allerdings seinen neuen Job, da diese überzeugte Treuhand-Gegner sind. Werner erfährt mehr über die Arbeit und die Vorgehensweise und plant, diese Kenntnisse in Vorteile für seine Familie umzuwandeln. So versucht er zu verhindern, dass sein Schwiegersohn in Spe einen maroden Fuhrpark für seine neue Spedition kauft und versucht, diesen völlig überteuert an den Liebhaber seiner Frau zu verscherbeln.
Werner nutzt jede Gelegenheit, um mehr über die Treuhand zu erfahren. Gelegentliche Wortspiele auf Sächsisch und die Tatsache, dass er einen Wartburg fährt, erklärt er mit Neugier auf das Leben der Ossis. Werner wird mit Ost-Delikatessen und seinem Computerwissen bald ein beliebter und geschätzter Kollege.
Der intrigante Treuhand Mitarbeiter Novak versucht unterdessen, Fränky den Fuhrpark nun mit der kompletten Firma zu dem überzogenen Preis zu verkaufen, um an die Provision zu gelangen. Werner muss eingreifen, da Fränky und Laura bald Nachwuchs erwarten und ihnen nun das Aus droht wegen inzwischen 5,5 Millionen Mark Schulden.
In der Chefsekretärin, die ebenfalls aus dem Osten kommt und deswegen von den Kollegen gemobbt wird, findet er eine Verbündete. Beim Fälschen des Vertrages verrät sich Werner allerdings vor seiner Familie. Kurz nachdem er erfolgreich den gefälschten Vertrag der Treuhand untergejubelt hat, wird er von Familie und Freunden wütend zur Rede gestellt. Dabei wird er von der Assistentin Vondereckens belauscht, die ihn daraufhin als Ossi enttarnt. Werners Freund Rudi, der nach dem Konkurs seiner Frau nun den letzten Mut verloren hat, verschwindet mit einer Pistole.
Werner und die anderen folgen Rudi auf eine Treuhand-Party im Berliner Fernsehturm. Aus Angst, er könnte jemanden erschießen, folgen sie ihm. Als die Waffe sich als Wasserpistole entpuppt, sind sie beruhigt. Werner wird unterdessen entlassen. Vorderecken bietet ihm eine hohe Abfindung, um zu vermeiden, dass jemand herausfindet, dass er einen Ossi in die Firma eingebracht hat. Werner versöhnt sich unterdessen mit seiner Frau, weil diese beeindruckt ist, dass er so viel für seine Familie getan hat.
Am Ende haben alle Figuren sich entweder selbständig gemacht oder eine Arbeit gefunden, mit der sie zufrieden sind.

## Rezeption
Torben Gebhardt von quotenmeter.de lobt den Fernsehfilm als „turbulente und sehr unterhaltsame Wendekomödie über die Treuhand und ihre damaligen Geschäftsgebaren“ und vergibt eine Wertung von 85 %.
Auch Thomas Gehringer vom Tagesspiegel äußert sich positiv: „Jedenfalls stimmt das Tempo, die Handlung ist schön abstrus, die Nebenrollen sind glänzend besetzt und zu hören gibt es im zeitgenössischen Soundtrack sogar die Smokies und Rio Reiser.“ Er bezeichnet Stankowskis Millionen als „Genre-Vergnügen, das jedes nur denkbare Ost-West-Klischee ausweidet“. Hannah Suppa von Hannoverschen Allgemeinen Zeitung vergleicht den Film mit dem Hauptmann von Köpenick, bewertet ihn als „klamaukige Komödie“, die dennoch „durchaus unterhaltsam“ sei. Sie findet besonders gut, dass „die Satire auf das deutsch-deutsche Verhältnis einen versöhnlichen Ton anklingen“ lasse. Für Rainer Tittelbach von tittelbach.tv ist der Film "im Stile einer klassischen Betrüger- und Rollenspiel-Komödie geschrieben, die auf „Alleinunterhalter“ Stumph zugeschnitten ist … Humor der alten Schule – Typen-Komödie mit Charakter und im Rahmen des Genres handwerklich grundsolide gemacht". Er findet, daß das "... Tempo stimmt, das Personal … griffig, das Ensemble hochkarätig und gut gemischt und die Story bedient alle „Klischees“ anno 1991, die diese Ost-West-Komödie benötigt, um dramaturgisch gut über die Runden zu kommen."